# St Martin’s Church (Canterbury)

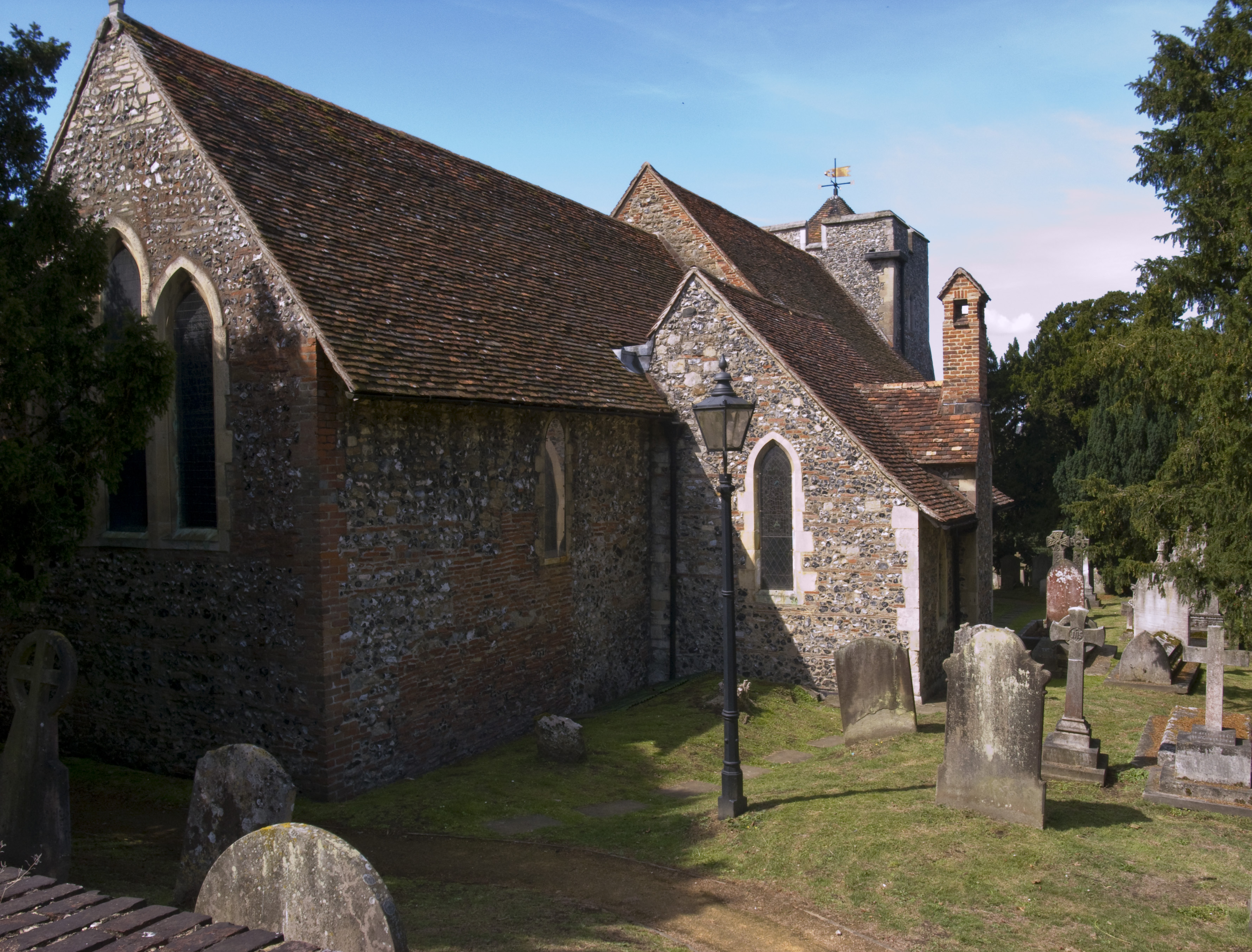
Kirche mit alten Grabsteinen des Friedhofs

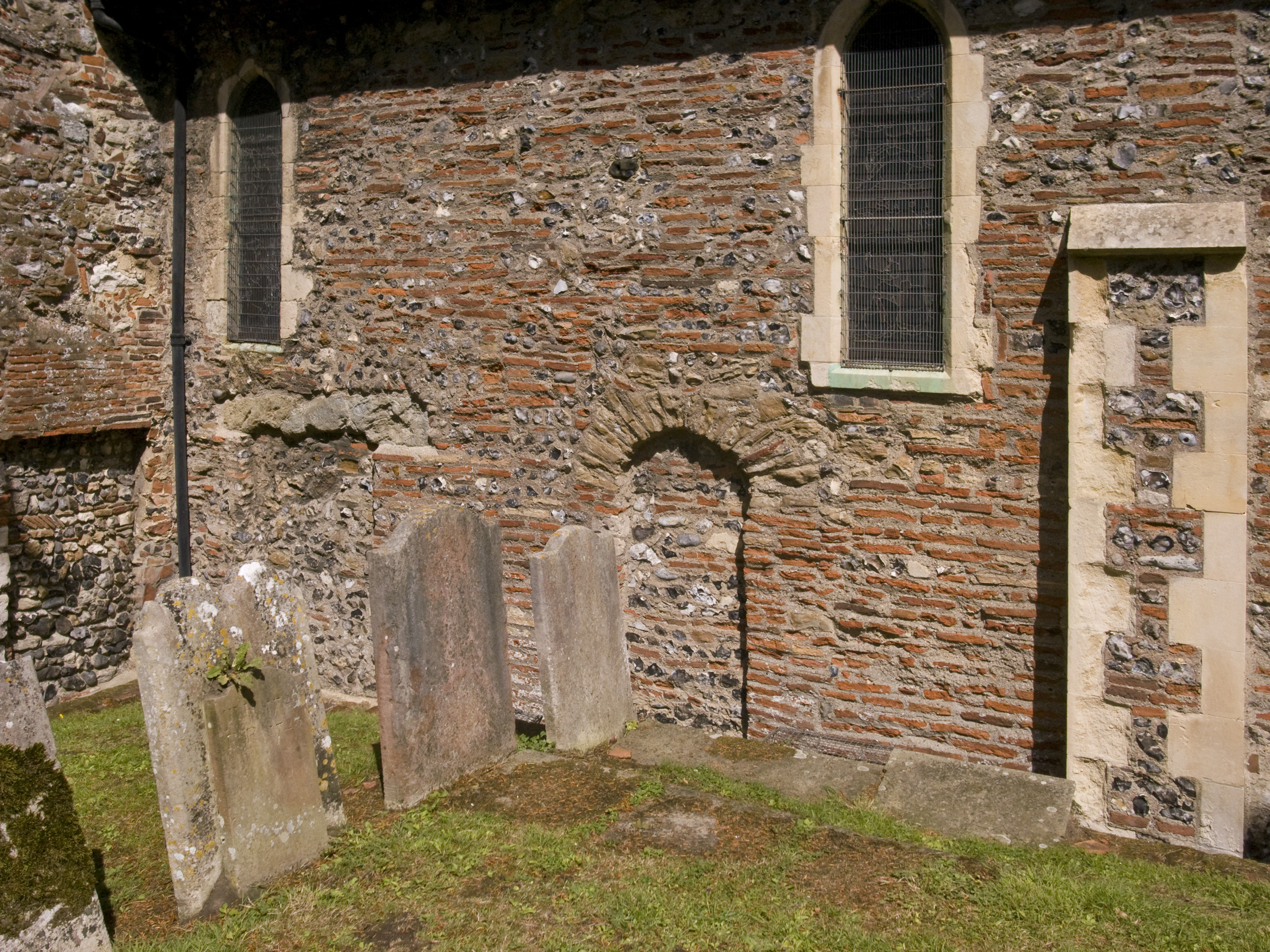
Wandseite mit Feuersteinen und römischen Mauerziegeln

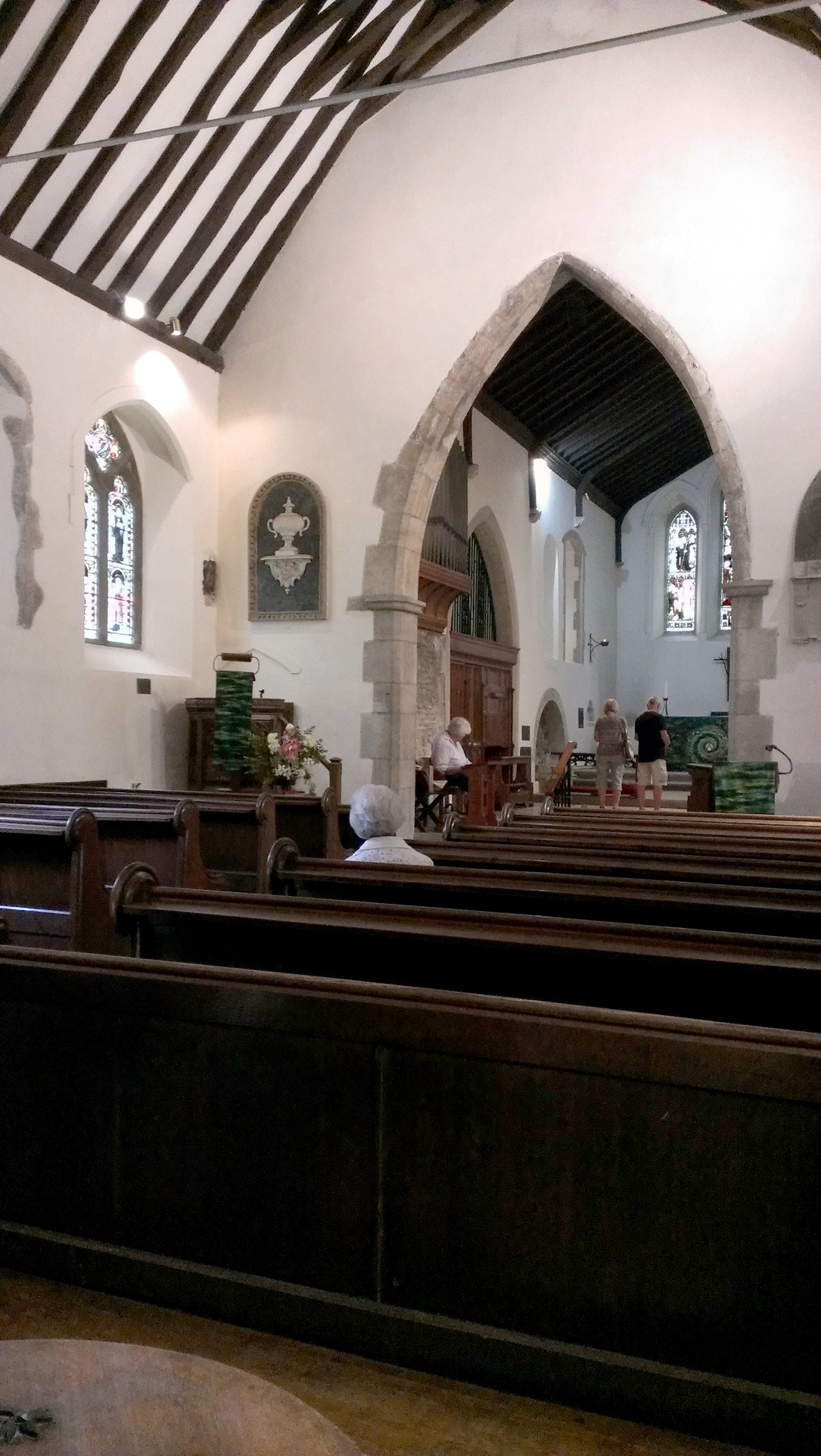
Kirchenschiff und Apsis

Die Church of St Martin ist ein anglikanisches Kirchengebäude in Canterbury, England. Die dem hl. Martin von Tours geweihte Kirche geht auf das späte 6. Jahrhundert zurück und ist somit die älteste im englischen Sprachraum, die ununterbrochen als Kirche genutzt wird. Die Kathedrale von Canterbury ist eine Tochterkirche der Church of St Martin. Beide Kirchen werden in der Liste des UNESCO-Welterbes geführt.

## Lage
Die St Martin’s Church steht inmitten eines bereits in antiker Zeit genutzten Gräberfelds gut 1 km östlich des Stadtzentrums, also außerhalb der römischen und mittelalterlichen Stadtmauer von Canterbury.

## Geschichte
Um das Jahr 580 heiratete die fränkische Prinzessin Bertha den heidnischen König Æthelberht von Kent. Bertha war Christin und kam in Begleitung ihres Beichtvaters Liudhard an den Hof von Canterbury. Ihr Mann akzeptierte den christlichen Glauben seiner Frau und ließ einen spätrömischen Kirchenbau restaurieren. Der vom Papst zur Bekehrung der weitgehend heidnischen Bevölkerung nach England gesandte und später heiliggesprochene Augustinus von Canterbury ließ die Kirche kurz nach seiner Ankunft im Jahr 597 umbauen. König Æthelberht soll hier getauft worden sein.

## Architektur
Das Mauerwerk der rechteckigen Saalkirche besteht aus Feuersteinknollen und römischen Mauerziegeln. Trotz vieler Umbauten in den folgenden Jahrhunderten (Glockenturm, Spitzbogenfenster etc.) sind das Kirchenschiff und die später erneuerte Apsis niemals eingewölbt worden und stattdessen immer noch von einer Holzsparrenkonstruktion mit Ausfachungen gedeckt.
In der südwestlichen Ecke der Kirche steht ein aus mehreren Steinringen zusammengesetztes romanisches Taufbecken mit einem Dekor aus ineinander verschlungenen Kreisen und überschneidenden Bögen.

## Friedhof
Die Kirche steht inmitten eines wahrscheinlich bereits in römischer Zeit von Christen genutzten Friedhofs; hier befinden sich etwa 900 Gräber. Der älteste erhaltene Grabstein stammt aus dem Jahr 1686.